# 巴御前

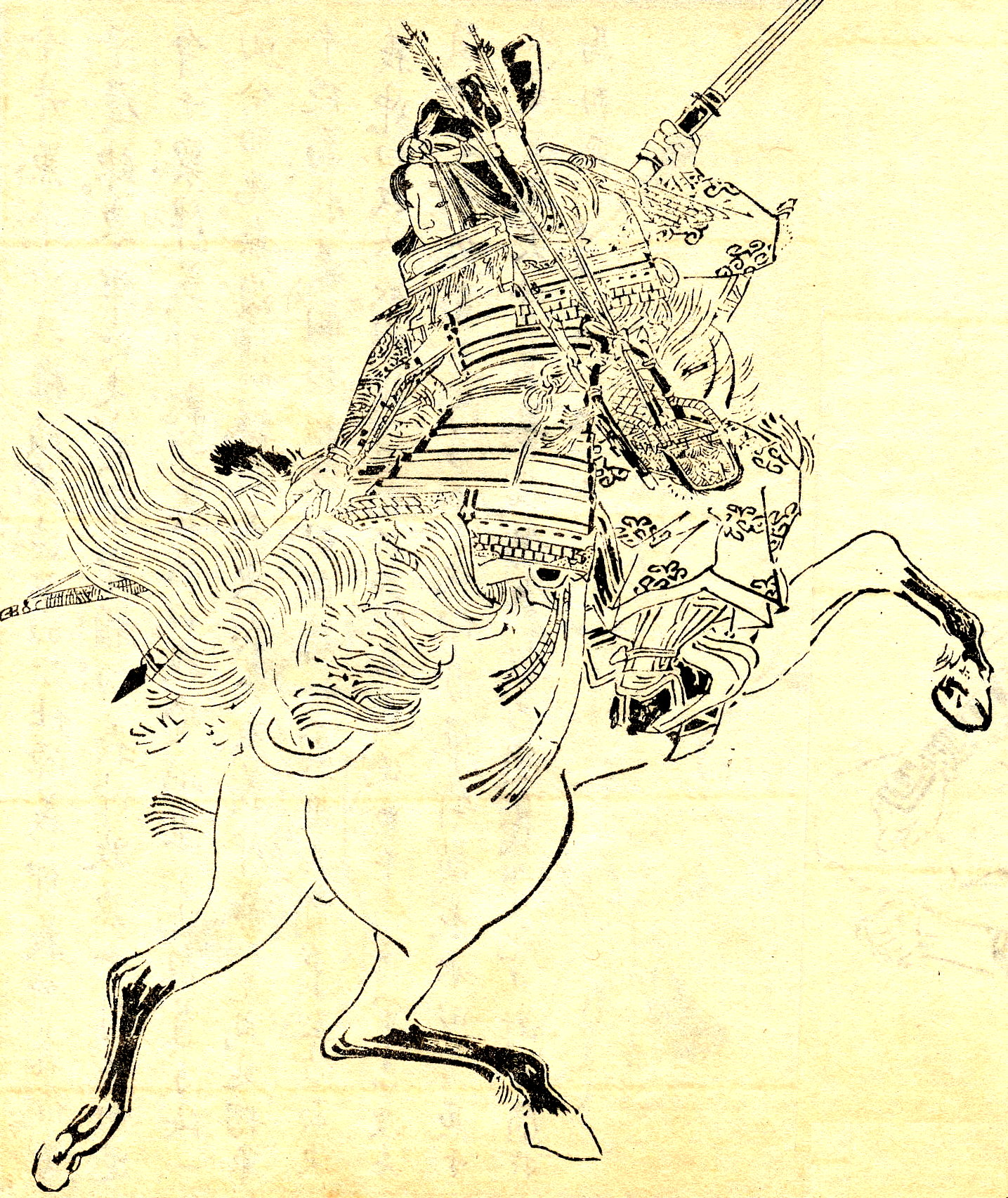
巴御前的藝術形象

巴御前（日语：／ Tomoe Gozen，字鞆繪；生卒年不詳，約為12世紀前後）是平安時代末期的著名女武者。據《平家物語》記載，她是侍奉源義仲的女武者；據《源平闘諍錄》記載，她是樋口兼光的女兒；據《源平盛衰記》記載，她是中原兼遠的女兒、樋口兼光、今井兼平的姊妹、源義仲的妾。義仲敗亡後即下落不明，其後事跡眾說紛紜；後經過不斷演化，成為日本文學作品中所塑造的英雄人物之一。

## 人物像
軍記物語『平家物語』的『覺一本』只出現在「木曾最期」一章中，木曾四天王與源義仲一起參與討伐平氏的行動，在源平合戰中被描繪成一位擁有強大力量和強弓的女武者。
「木曾殿從信濃帶來了兩個侍女，一個叫巴，另一個叫山吹。山吹（因病）被好好照顧著留在都城裡。其中巴更是膚色白皙、頭髮長、相貌出眾。更是強弓精兵、一人當千。」在宇治川之戰的記載中，義仲失敗後，最後只剩下他自己、今井兼平、巴御前、手塚光盛和手塚別當5人，但巴御前竟然沒有被打倒。義仲對巴說：「妳是女性，所以妳想逃到哪裡就逃到哪裡。我已下定決心要戰鬥到底，如果最後連女性都帶在身邊，那就不太好。」巴雖然不願意離開，但被義仲再三勸說，最後才說：「讓我最後再盡一份力吧。」在這時，有名的敵將御田（恩田）八郎師重出現，巴便騎著馬沖向他，砍下他的首級。之後巴脫下鎧甲，逃往東國，從此在故事中消失蹤影。
在八坂流的『百二十句本』中，巴在擊退追兵後，被義仲勸說要退走，她認為最後的奉公就是為後世祈福，於是朝東方而去，下落不明。而在『長門本』中則說，巴在逃亡後，定居於越後國的友杉，並成為尼姑。
被認為保留最原初形式的『延慶本』記載，巴從小就與義仲一同成長，擅長武術格鬥，是義仲鍛煉的練習對象。長大後她也被召喚參加戰鬥。當義仲勢力僅剩7人時，巴就從左右兩側包夾攻擊敵軍，結果更成功斬首兩名武將。到粟津之戰時，義仲勢力只剩下5人，但巴已下落不明，不知是死在戰場上還是逃脫。
在『源平盛衰記』中，巴也被記載為俱利伽羅峠之戰的大將之一。在橫田河原之戰中，她更是討伐了7名武士，建立很高的聲名(『長門本』也有類似的描述)。在宇治川之戰中，描述巴與畠山重忠的戰鬥。當重忠問及半澤六郎巴是誰時，他答道：「她是木曾殿的奶娘，名叫巴，是中三權頭的女兒。她擅長射箭，騎馬也很熟練。雖然是奶娘，但卻是主公的愛妾，在家中照顧少年，到了戰場上卻是一方大將軍，威名不遜於今井、樋口兄弟，是一位令人敬畏的人物。」在這裡，描述巴與敵將的對決，以及她最後與義仲的告別更加詳細。提到「木曾殿有兩位女將軍，一位是葵，她在去年春天的礪並山合戰中陣亡」，在擊敗內田三郎家吉後，義仲告訴巴：「我去年春天離開信濃時拋下妻子，至今再也沒能見面，真是萬分悲傷。所以我想，在最後這一役中為世人知曉這個消息，或許也算是我的最後一份奉公吧。請妳趕緊偷偷逃去信濃，將這件事告訴大家」說完，她便離開戰場。據說，在逃亡後，巴被源頼朝召到鎌倉，成為和田義盛的妻子，生下朝比奈義秀。之後在和田合戰後，她到越中國礪波郡福光的石黑氏隱居，出家修行，精勤追悼亡夫、父母以及兒子的菩提，最終以91歲高齡圓寂。
雖然『覺一本』中沒有記載她的年齡，但『百二十句本』中是22、23歲，『延慶本』中是30歲左右，『長門本』中是32歲，『源平盛衰記』中是32歲。

## 史實以外
巴御前這個角色只出現在軍記物語『平家物語』和『源平盛衰記』中，在當時的一手史料以及鎌倉幕府所編纂的『吾妻鏡』中，都沒有確認到她的存在。她作為一位女武將的描述也令人存疑，很可能是文學創作的虛構成分。在『平家物語』中，對巴御前的描述非常簡略，也未提及與義仲的關係，但在後來編撰的『源平盛衰記』中，她的人物形象則被大幅增添和刻畫。
不過，在『吾妻鏡』中有記載，越後城氏的一族板額御前，在作為討伐軍一員時表現出色，給予敵軍重大損害。這顯示，當時信濃和甲信越地區的武士家庭，女性也接受了一線級的戰鬥訓練,能夠參與實際作戰。在鎌倉時代，男女平等的財產分配制度也使得女性參與戰鬥的情況得到承認。
此外，在神話故事中，也有很多女性參與戰鬥的例子，如神功皇后、崇神天皇時代統治期間叛亂的武埴安彦命及其妻吾田媛，以及隨日本武尊東征的弟橘媛等，以當時的女性參加戰鬥並不罕見。對於巴御前的情況，《源平盛衰記》也描述她「額上戴天冠」，暗示她具有一定的宗教性特質。該書又稱巴與義仲的乳母子，這與柳田國男提出的「妹之力」概念也有相關聯。

## 異説
作家海音寺潮五郎推測，由於金刺氏的據點山吹城的存在，巴和山吹可能是義仲支持勢力中原氏和金刺氏家族中，派遣出來擔任副官或秘書官的優秀女性。
明治時代的自由民權運動家武居用拙在他的著作『岐蘇古今沿革志』中記載如下：從小接受皇別的中原兼遠精心教育的人物有木曾義仲、巴御前、今井兼平、樋口兼光。義仲起兵後，能戰鬥的女性只有巴一人。作為義仲的貼身侍從與他共同生存、共同戰鬥，是巴的願望所在。在軍記物語『源平盛衰記』中，巴被描述為兼遠的女兒，成為義仲的妾侍。但現實來看，皇別的兼遠決不可能將自己的女兒降為妾侍(遊女或便女)。義仲的貼身側室應該就是巴。而且巴早在義仲起兵前就已經生下義高，說明她原本是義仲的正室。到義仲起兵時，能夠作戰的只有巴，她不得不成為義仲的貼身侍從，與他共同奮戰。巴御前的形象只出現在『平家物語』和『源平盛衰記』這些軍記物語中，在當時的一手史料或鎌倉幕府編纂的『吾妻鏡』中都找不到她的記錄。『源平盛衰記』很可能包含大量文學虛構成分。作為敗者，他們將妾侍和正妻搞混淆，這無疑是一種侮辱和凌虐；正確的情況應該是，他們將(地方豪族的女兒或敗者的女兒)納為妾侍，而(同盟國的女兒或皇族的女兒)則作為正室。

## 墓所

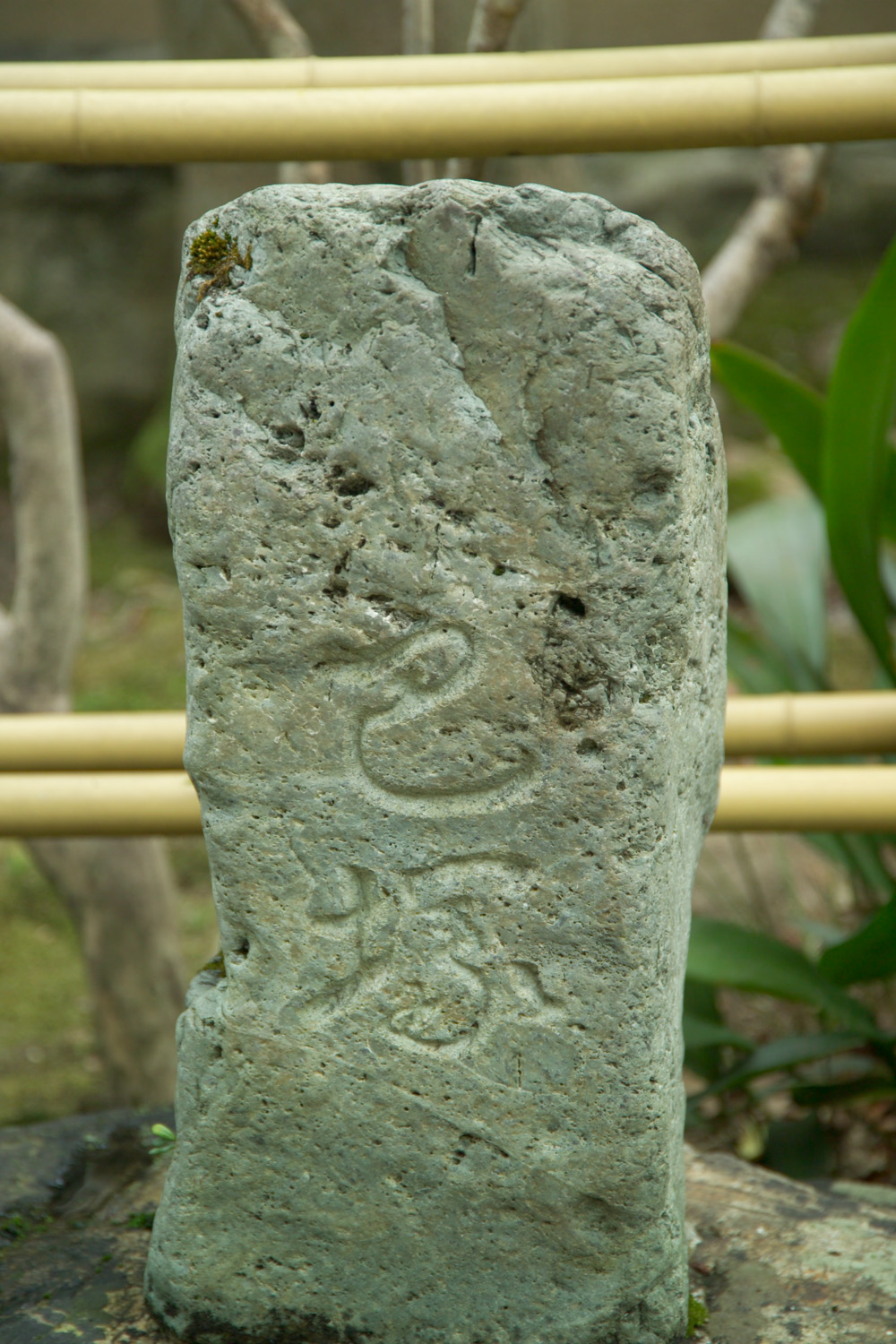
據說是巴御前的墓。義仲寺。

目前在各地仍保留有被認定為巴御前墓碑的墓地。主要地點如下所示。
- 義仲寺（日语：義仲寺）（滋賀縣大津市） - 根據寺廟的傳說，巴御前在近江粟津的村落中，為了祭拜戰死的義仲而修建茅蓬庵居。[6]。別名『巴寺』。寺廟內有一座被稱為巴塚的墓地，據信就是巴御前的墓。
- 徳音寺（日语：德音寺）（長野縣木曾郡木曾町） - 木曾一族的菩提寺。寺廟內有義仲、義仲之母・小枝御前、巴御前、樋口兼光、今井兼平等人的墓。
- 巴塚公園（富山縣南礪市） - 南礪市的福光（日语：福光町）地區，據『源平盛衰記』等記載是巴御前長眠的地方。公園內有一座據說埋葬她遺體的塚。旁邊種有一棵高12公尺、樹幹周圍3公尺的松樹，是該市指定的天然紀念物。每年10月22日，也就是傳說中巴御前忌日當天，都會在此舉辦「巴忌」的追悼活動。[7]。
- 倶利伽羅縣定公園（富山縣小矢部市） - 倶利伽羅峠之戰的古戰場。公園內有巴塚和葵塚兩座墓碑。葵御前是與巴御前一同效忠於義仲，並在倶利伽羅峠之戰中犧牲的人物。傳說巴御前臨終時曾說：「我死後，請將我葬在礪波山上的葵塚旁邊」。[8]。這片區域被指定為「葵塚・巴塚古墳群」，列為埋藏文化資產。
- 出丸稻荷神社（新潟縣上越市） - 當義仲在近江之戰中陣亡時，巴出家為尼姑並搬到高田。傳說她在出丸隱居並結束自己的生命以安慰義仲的靈魂。[9]。寺廟內的寶篋印式塔據說是巴御前的墓。
- 善榮寺（神奈川縣小田原市） - 據說，巴御前為了祈求木曾義仲和和田義盛的菩提而建造這座神社。寺廟內有木曾義仲和巴御前的五輪塔。

此外，神奈川縣橫須賀市還有五輪塔（同市岩戶）和塚（同市森崎），據說是巴御前的墳墓。。

## 圖像

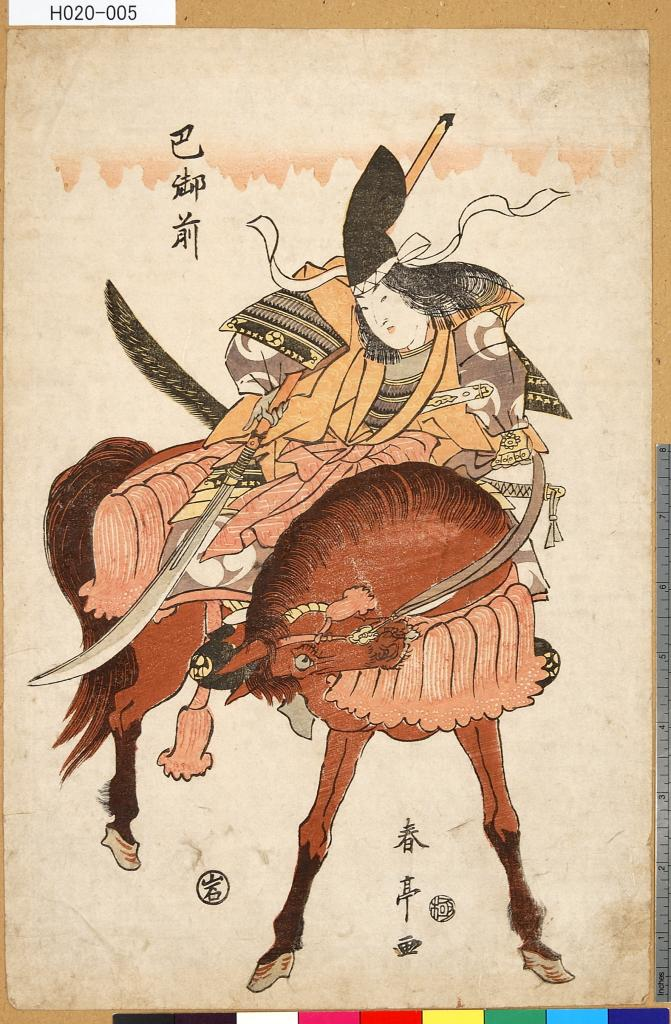
巴御前（勝川春亭）
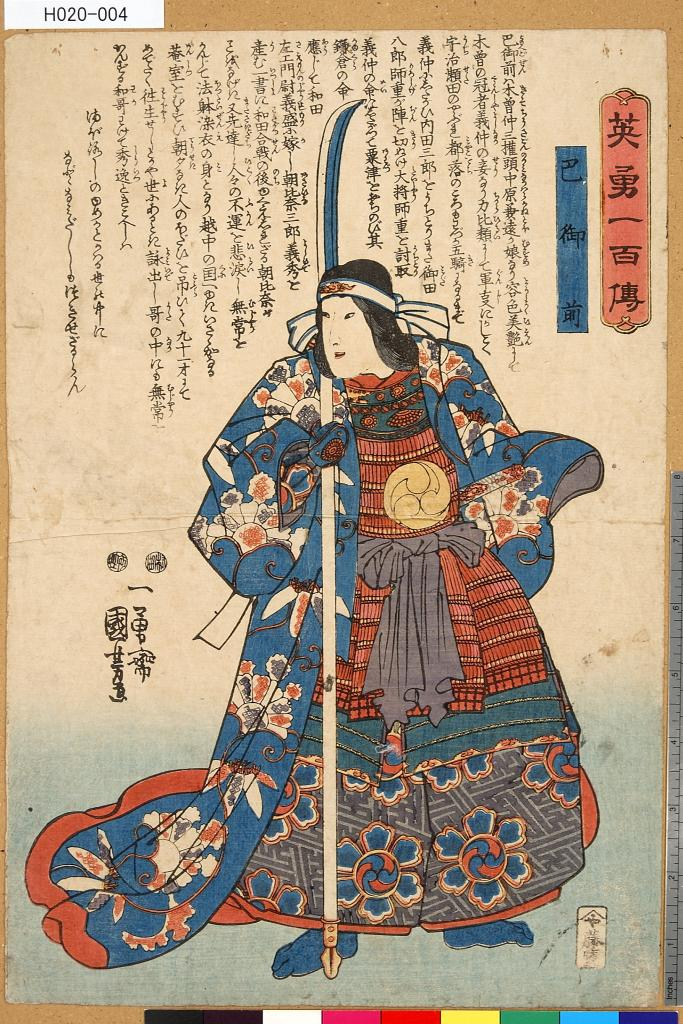
英勇一百傳 巴御前（歌川國芳）
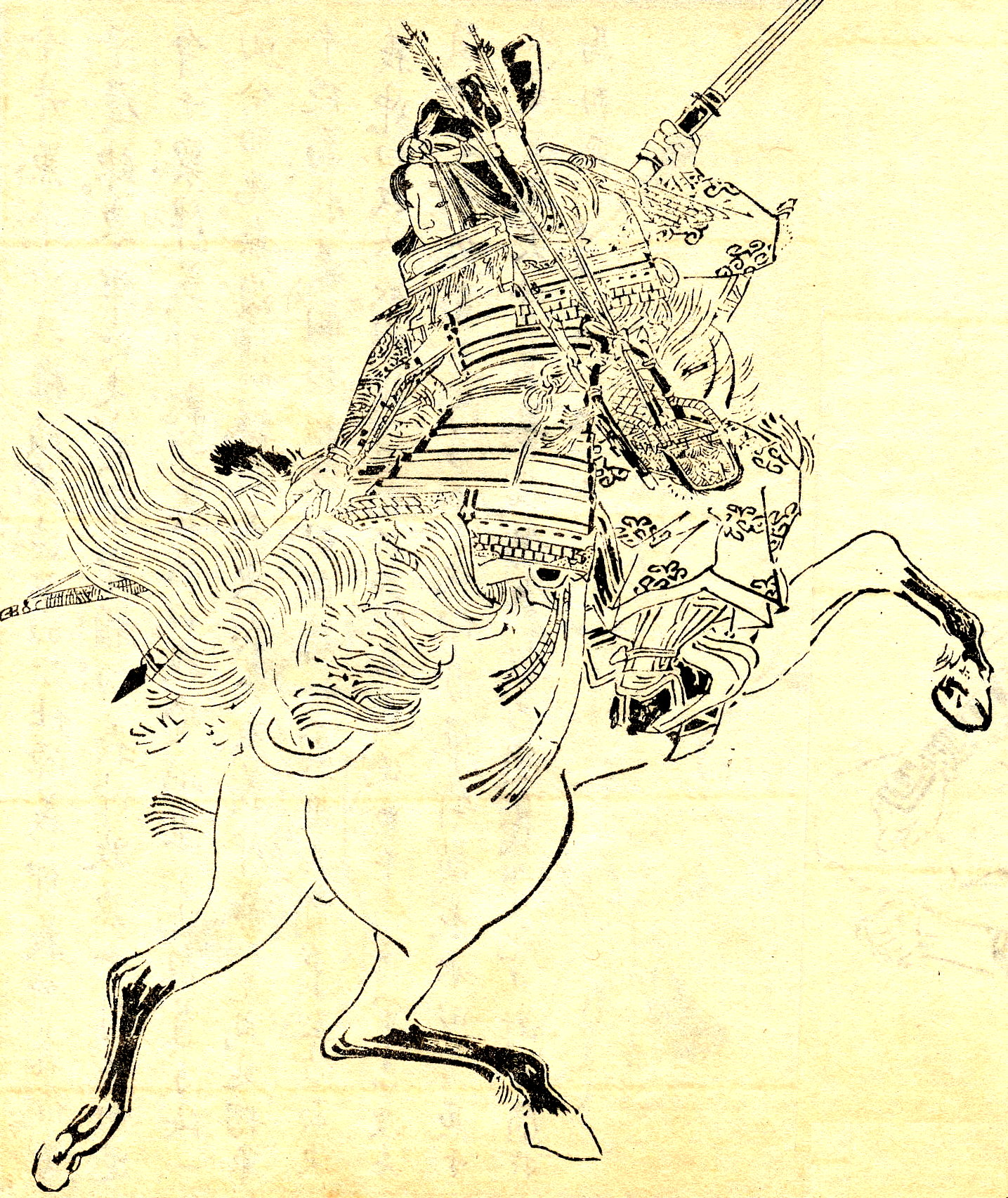
菊池容齋所繪
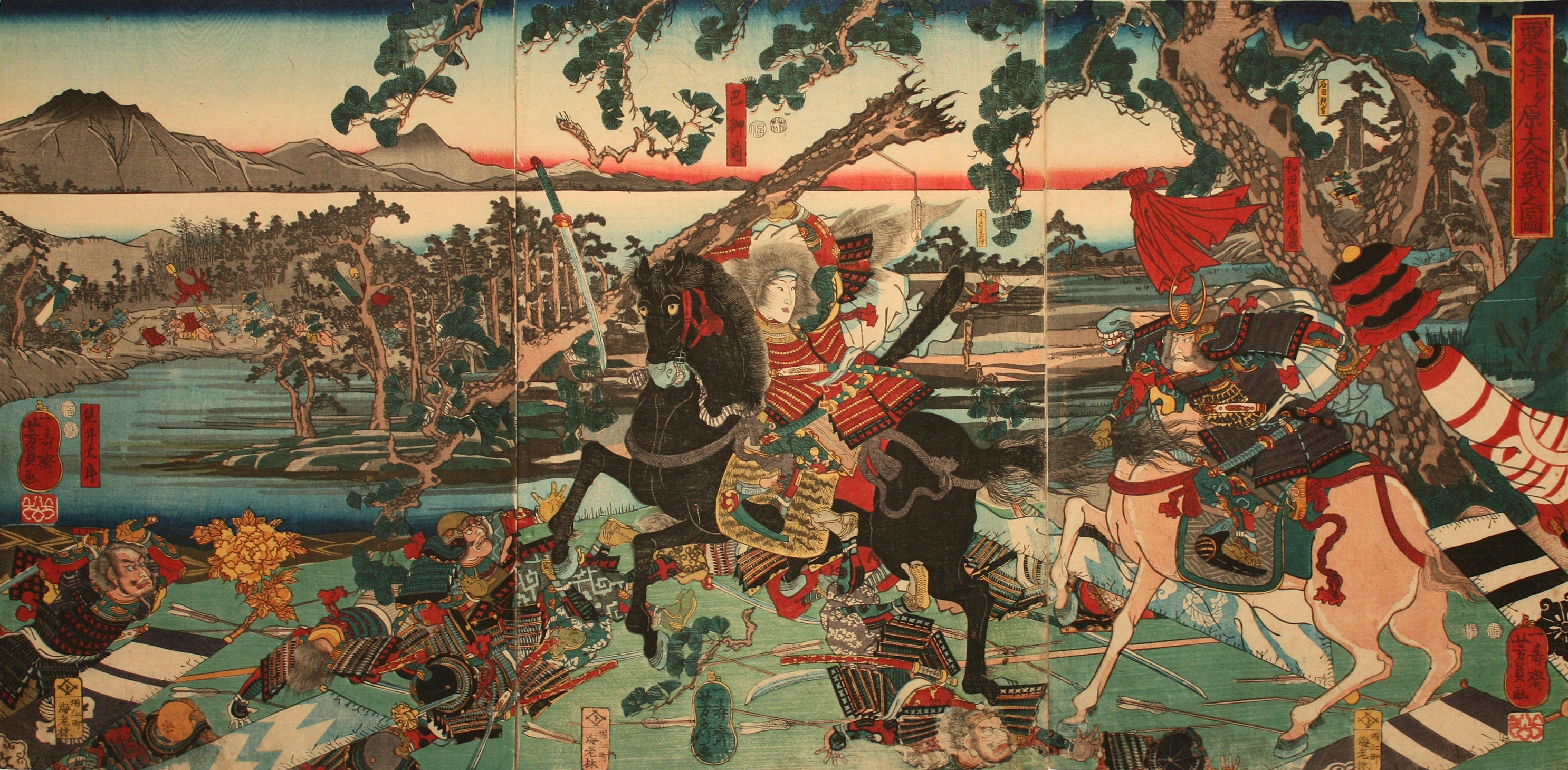
粟津之戰的巴御前（歌川芳員畫）
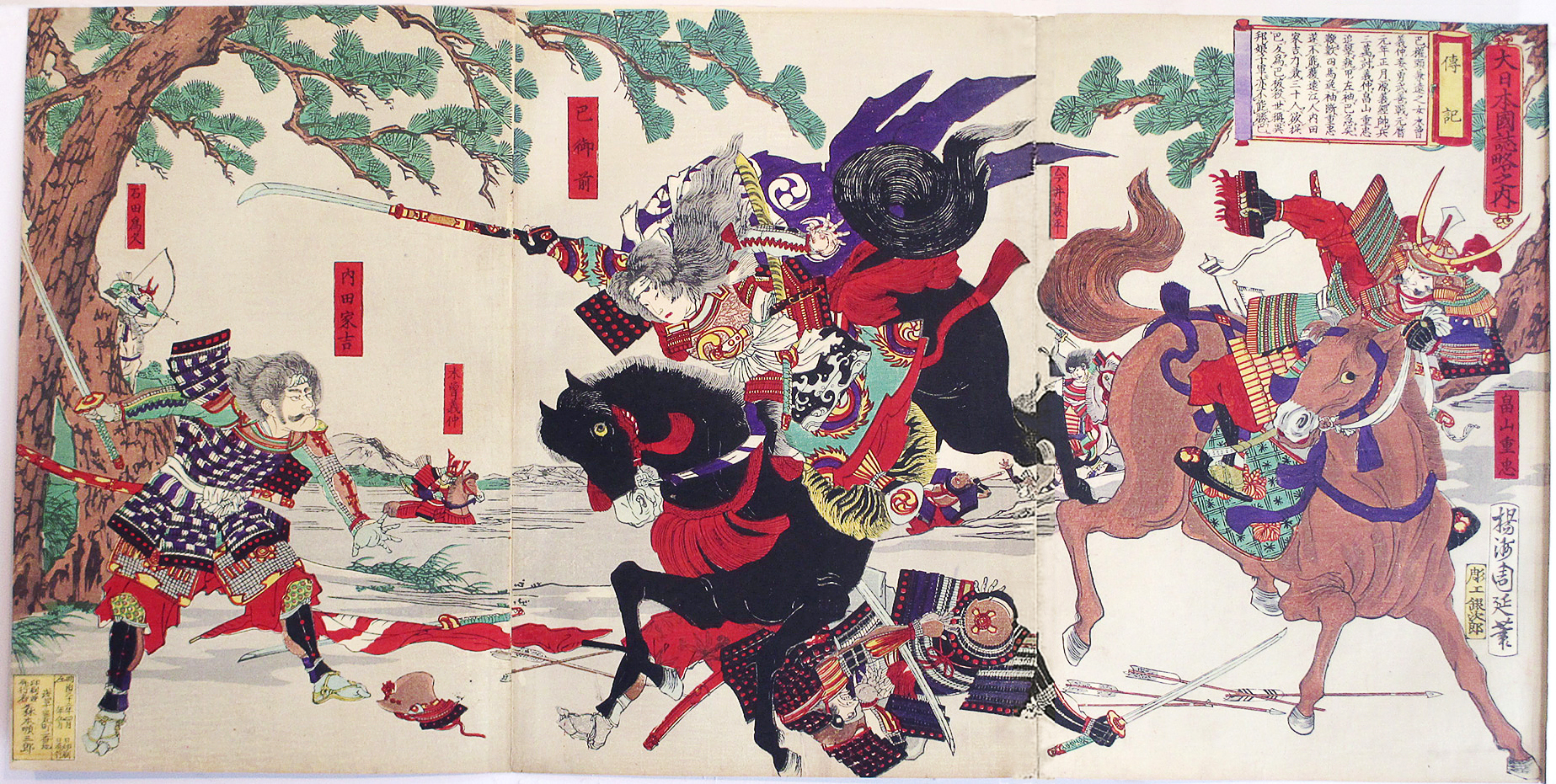
楊洲周延（日语：楊洲周延）的巴御前的木版畫。1899年作。
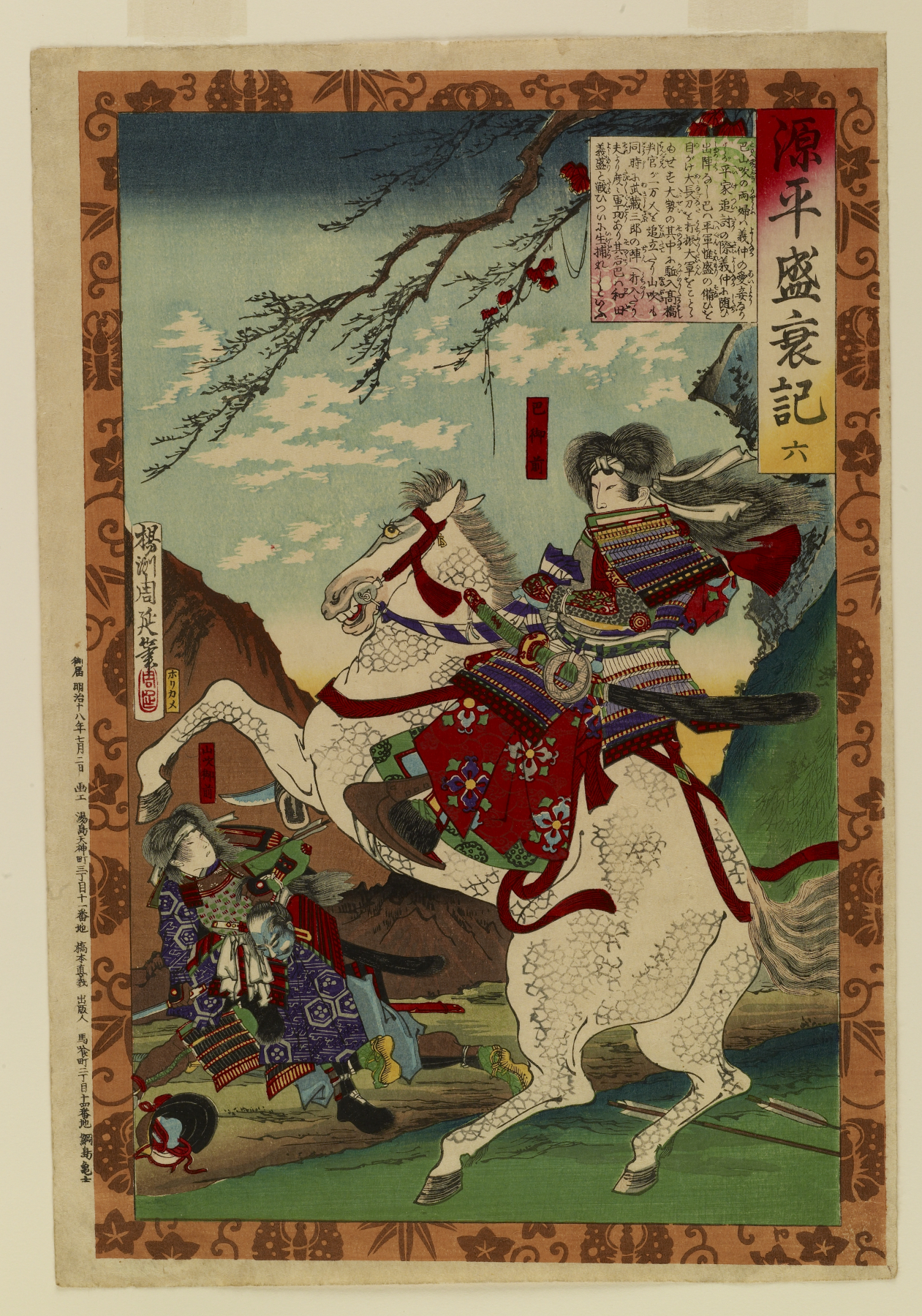
楊洲周延的巴御前和山吹御前
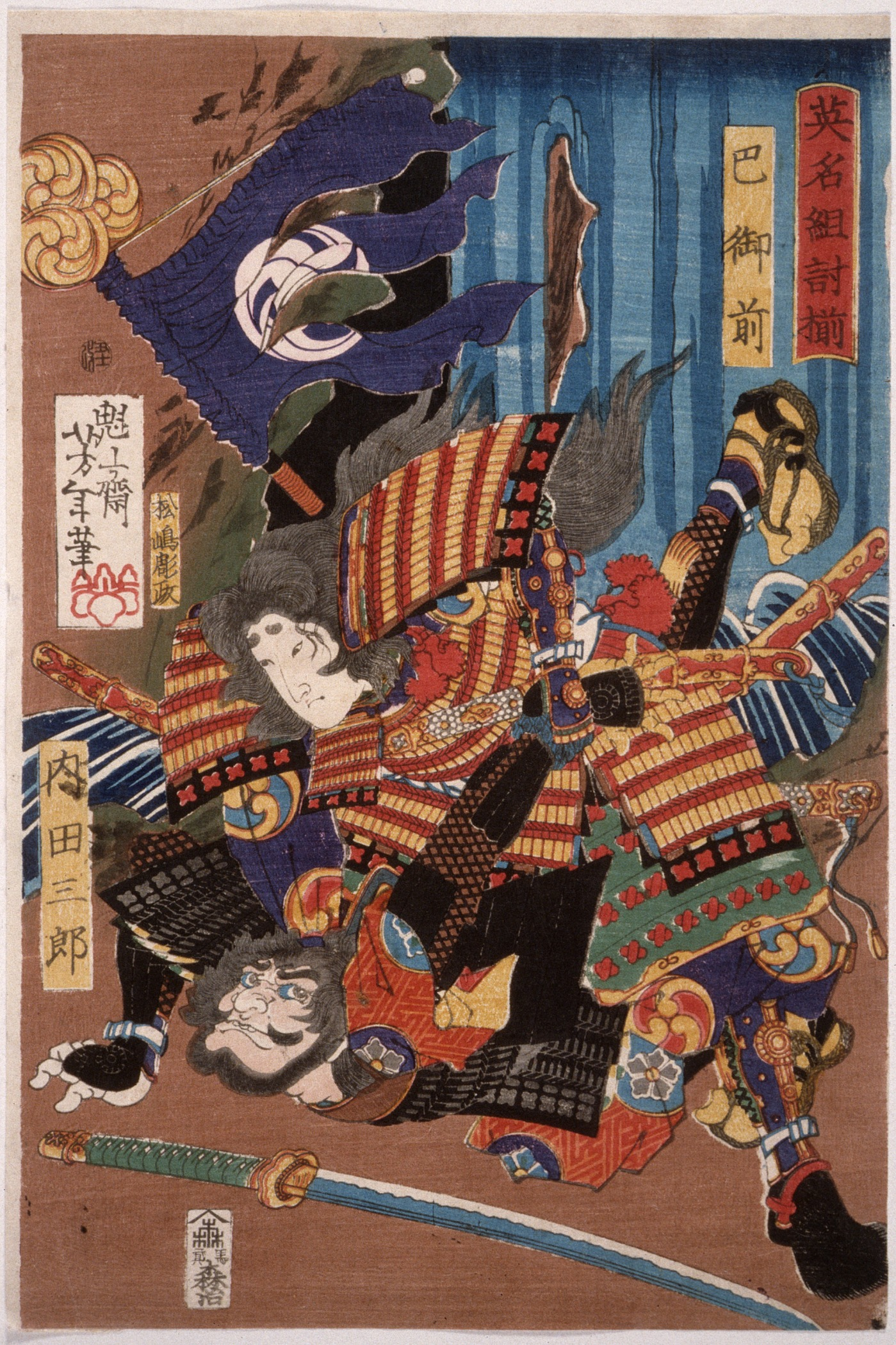
『巴 (能)（日语：巴 (能)）』的一個場景，內田三郎的首級被巴御前砍下（月岡芳年畫）
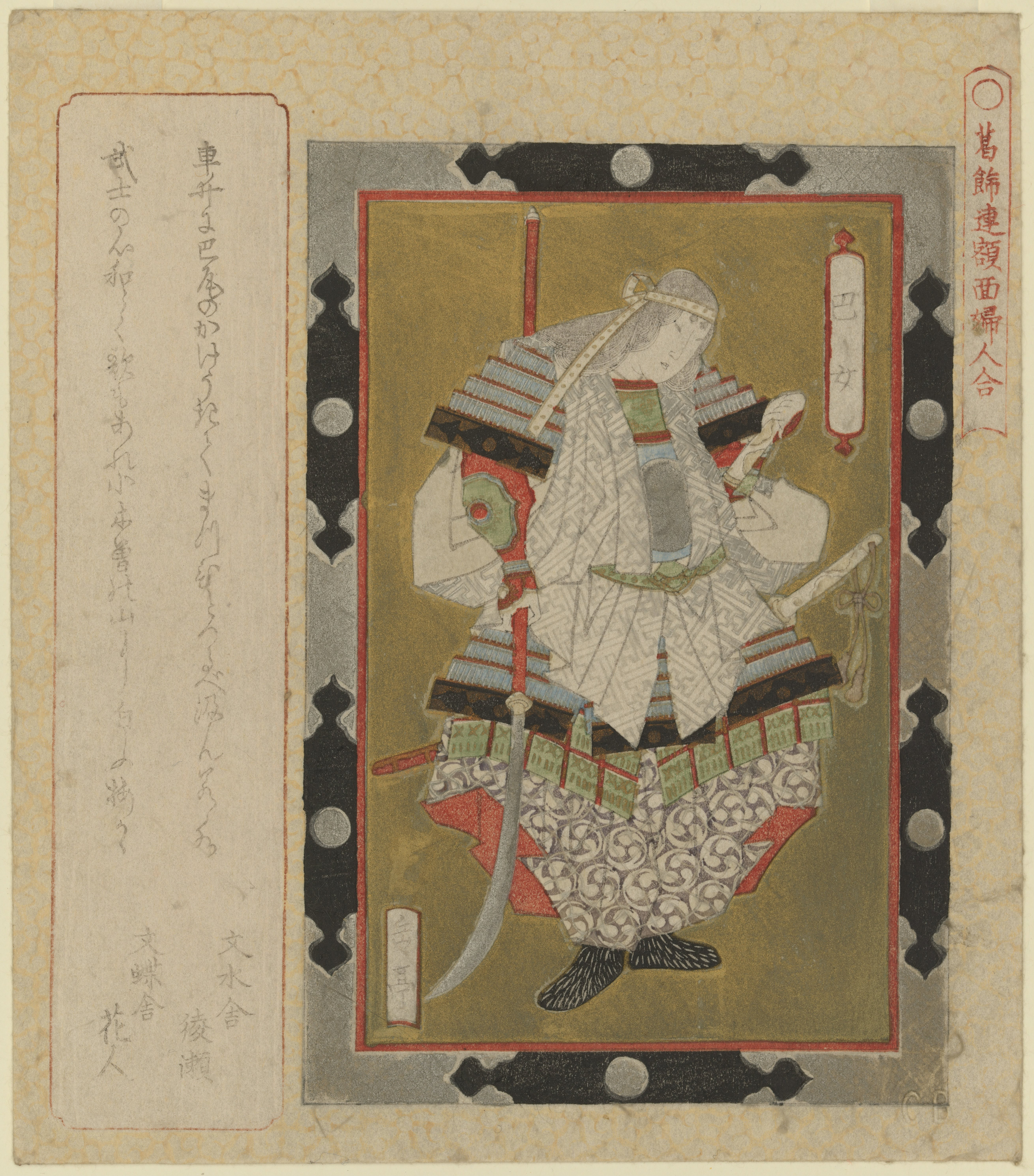
岳亭春信（日语：岳亭春信）畫、1822年左右

## 登場作品
小說
- 巴御前（光文社、松本利昭（日语：松本利昭）著）
- 巴御前（角川書店、鈴木輝一郎（日语：鈴木輝一郎）著）
- 巴御前（講談社、富田常雄（日语：富田常雄）著）
- 平家物語的女性們（文藝春秋、永井路子（日语：永井路子）著）
- 巴（文藝春秋、諸田玲子（日语：諸田玲子）著）
- 君之遺殘（日语：君の名残を）（寶島社、淺倉卓彌（日语：浅倉卓弥）著）
- 大鵬起行～義仲與巴御前～（郁朋社、青山光一著）

傳統藝能
- 巴（日语：巴 (能)）（能劇）
- 女暫（日语：女暫）（歌舞伎）

影視劇
- 新・平家物語 與義仲牽纏的三個女子（日语：新・平家物語 義仲をめぐる三人の女）（1956年、大映、演：京町子）
- 新・平家物語（日语：新・平家物語 (NHK大河ドラマ)）（1972年、NHK大河劇、演：古城都）
- 武藏坊弁慶（日语：武蔵坊弁慶 (テレビドラマ)）（1986年、NHK水曜時代劇、演：大地真央）
- 源義經（日语：源義経 (1990年のテレビドラマ)）（1990年、TBS、演：加納美雪（日语：加納みゆき））
- 弁慶 怪力無雙的荒法師（1997年、ANB、演：國生小百合）
- 義經（2005年、NHK大河劇、演：小池榮子）
- 鎌倉殿的13人（2022年、NHK大河劇、演：秋元才加）

歌謠
- 巴之丘幻想（演唱：三波春夫）

漫畫
- 宛如霓虹（秋田書店、野上敬（日语：のがみけい）作）
- 潮與虎外傳 雷之舞（小學館、藤田和日郎作）
- 貓貓日本史（日语：ねこねこ日本史）（實業之日本社（日语：実業之日本社）、噌西健治（日语：そにしけんじ）作）
- 魔女大戰 32名異能魔女交戰廝殺（河本焰、塩塚誠（日语：塩塚誠））

遊戲
少女戰爭
- Fate/Grand Order（配音：金元壽子）
- 萬國覺醒

## 腳注

### 出典
1. 1 2  武居用拙『岐蘇古今沿革志』（1890年）
2. ↑  今井善兵衛著『更生農村 : 北橘村の実情 』（日本評論社、1935年）
3. ↑  Deal,William E.（2007）.Handbook to Life in Medieval and Early Modern Japan.Oxford University Press,USA.ISBN 9780195331264.
4. ↑  . 東京國立博物館研究情報アーカイブズ.   [2021-08-06].
5. ↑  細川涼一, , 日本エディタースクール出版部, 1989-08, ISBN 4-88888-154-5
6. ↑  . コトバンク.   [2021-07-30]. （原始内容存档于2024-05-16）.
7. ↑  . 中日新聞. 2020-10-18  [2021-07-30]. （原始内容存档于2024-05-16）.
8. ↑  . 小矢部市観光協会.   [2021-07-30]. （原始内容存档于2024-04-13）.
9. ↑  當地資訊板為「伝　巴御前の墓」。
10. ↑  横須賀文化協会, , 横須賀文化協会: 20, 1958

## 關連項目
- 日本における女性の合戦参加の年表（日语：日本女性參戰年表）
- 駒かけの松（日语：駒掛之松）（戶出巴御前傳説）
- 義仲寺（日语：義仲寺）
- 薙刀 - 為了紀念巴御前，身體寬闊、曲線大的被稱為「巴型」。
- 巴御前_(小惑星) - 小惑星(4896) Tomoegozen。以巴御前命名。

## 延伸閱讀
- Faure, Bernard. (2003). The Power of Denial: Buddhism, Purity, and Gender. Princeton: Princeton University Press. ISBN 0-691-09170-6/ISBN 978-0-691-09170-9; ISBN 0-691-09171-4/ISBN 978-0-691-09171-6; OCLC 49626418 （页面存档备份，存于）
- Joly, Henri L. (1967).  Legend in Japanese Art: a Description of Historical Episodes, Legendary Characters, Folk-lore Myths, Religious Symbolism, Illustrated in the Arts of Old Japan. Rutland, Vermont: Tuttle. ISBN 0-8048-0358-7/ISBN 978-0-8048-0358-8; OCLC 219871829 （页面存档备份，存于）
- Kitagawa, Hiroshi and Bruce T. Tsuchida, ed. (1975). The Tale of the Heike. Tokyo: University of Tokyo Press. ISBN 0-86008-128-1 OCLC 164803926 （页面存档备份，存于）
- McCullough, Helen Craig. (1988). The Tale of the Heike. Palo Alto, California: Stanford University Press. ISBN 0-8047-1418-5/ISBN 978-0-8047-1418-1; OCLC 16472263 （页面存档备份，存于）
- Nussbaum, Louis Frédéric and Käthe Roth. (2005). Japan Encyclopedia. Cambridge: Harvard University Press. ISBN 0-674-01753-6; ISBN 978-0-674-01753-5; OCLC 48943301 Archive.today的存檔，存档日期2012-12-04

## 外部連結
- Woodblock print of Tomoe Gozen in battle. Electric Samurai: The Asian Network.
- Famous Women of Japanese History（页面存档备份，存于）. The Samurai Archives Japanese History Page.
- "Samurai Warriors: Miyamoto Musashi and Tomoe Gozen" （页面存档备份，存于）. h2g2.
- Shea, L. "Tomoe Gozen - Female Samurai" （页面存档备份，存于）. Bella Online, 2009.